# Diego Francisco Bayo
Diego Francisco Bayo Amodio (La Plata, 25 de mayo de 1936-La Plata, 19 de diciembre de 2023) fue un futbolista y entrenador argentino. Jugaba como delantero y era hermano del también futbolista Daniel Carlos Bayo.

## Carrera deportiva
Jugó para el Gimnasia y Esgrima La Plata en los períodos del 1955 al 1958 y del 1961 al 1966, debutó el 23 de octubre de 1955 en la derrota 1-3 contra Club Ferro Carril Oeste, a los 18 años por la lesión de Alfredo Martínez, no fue hasta mediados de 1956 que marco su primer gol ante Club Atlético Newell's Old Boys, no tan solo eso sino que también 16 minutos más tarde convertiría su segundo gol, esto solo fue el principio de un goleador ya que en Gimnasia terminó  marcando 71 goles en 138 partidos, siendo así, el quinto máximo goleador de la historia del club, detrás de Arturo «El torito» Naón, Manuel «Ajito» Fidel, Ismael Morgada y Gabino Arregui.
También dirigió a Gimnasia 20 partidos entre 1974 y 1975.

## Clubes
| Club                        | País      | Año       |
| --------------------------- | --------- | --------- |
| Gimnasia y Esgrima La Plata | Argentina | 1955-1958 |
| Real Club Celta de Vigo     | España    | 1958-1961 |
| Gimnasia y Esgrima La Plata | Argentina | 1961-1966 |
| C. A. Banfield              | Argentina | 1966-1967 |